# Julius August von Bernuth
Julius August Johann Ernst von Bernuth (* 22. August 1782 in Hamm; † 8. April 1857 in Berlin) war ein deutscher Beamter sowie Land- und Regierungsrat.

## Leben

### Herkunft
Julius August war der Sohn des Kriegs- und Steuerrates an der Märkischen Kriegs- und Domänenkammer in Hamm Jakob von Bernuth (1729–1797) und dessen Ehefrau Klara Theodora Margaretha, geborene Gerstmann (1747–1818).
Seine Geschwister waren:
- Wilhelm Gerhard (1767–1828), Kriegs- und Steuerrat an der Kriegs- und Domänenkammer in Hamm;
- Johann Ludwig (1770–1857), Rat bei der Kriegs- und Domänenkammer in Hamm, später Oberfinanzrat in Berlin;
- Fritz (1772–1862);
- Karl (1774–1843), preußischer Oberlandesgerichtspräsident in Münster;
- Ernst Friedrich Heinrich August (1779–1847), Oberlandesgerichtsrat in Hamm.

### Karriere
Bernuth besuchte das Gymnasium Hammonense und begann anschließend 1800 ein Studium der Rechts- und Kameralwissenschaften an der Friedrich-Alexander-Universität. 1800 wurde er Mitglied der Erlanger Westfalen (1794–1809).
Am 25. Juli 1803 legte er eine Prüfung vor der Kriegs- und Domänenkammer in Hamm ab, mit dem Ergebnis, dass das Generaldirektorium ihn sofort als Referendar einstellte und er somit die Stufe eines Kammer-Auskultators übersprang. 1804 verwaltete er interimistisch das Amt als Landrat des Kreises Wetter. Am 3. Mai 1806 bestand er die letzte Prüfung und wurde unter dem Präsidenten Ludwig von Vincke zum Kammer-Assessor ernannt. 1807 erfolgte seine Versetzung zur Kriegs- und Domänenkammer nach Minden und 1808 wurde er vom Gouvernement des Königreichs Westphalen als Generalsekretär der Präfektur des Weser-Departements nach Osnabrück gesandt und war somit nach Philipp von Pestel einer der wichtigsten Beamten im Departement. 1809 erfolgte seine Ernennung zum Unterpräfekten in Bielefeld, somit wurde er Nachfolger seines Freundes Daniel Heinrich Delius, dem späteren Regierungspräsidenten von Köln.
Im Herbst 1813 löste sich das Königreichs Westphalen auf und Preußen gliederte das Gebiet als Provinz in seinen Herrschaftsbereich ein. Am 11. November wurde Bernuth von General Friedrich Wilhelm Bülow von Dennewitz als interimistischen Regierungskommissär in der Grafschaft Ravensberg eingesetzt. Später wurde er in Bielefeld Landrat und Chef der Regierungskommission. 1816 erfolgte seine Ernennung zum Regierungsrat in Aachen und bis zu seiner Pensionierung wurde er zum Vortragenden Rat im Innenministerium ernannt. 1831 ernannte ihn der König zum Preußischen Staatsrat. 1848 schied er als Wirklicher Geheimer Oberregierungsrat des Ministeriums des Inneren aus dem öffentlichen Dienst aus.
Für sein Wirken war Bernuth mit dem Roten Adlerorden II. Klasse sowie dem Königlich Preußischen St. Johanniter-Orden ausgezeichnet worden.

### Familie
Bernuth war seit dem 16. Dezember 1808 mit Dorothea Philippine Luise Jochmus (1780–1865) verheiratet. Gemeinsam hatten sie zwei Söhne und eine Tochter:
- Theodor Julius (1811–1891), Oberzollinspektor und Vater von Generalmajor Julius von Bernuth (1861–1957) sowie Großvater von Generalmajor Julius von Bernuth (1897–1942)
- Pauline (1813–1879), Stiftsdame in Geseke-Keppel
- Otto (1816–1887), Regierungspräsident in Köln.